# Help Wanted (film 1911)
Help Wanted è un cortometraggio muto del 1911 diretto da Frank Powell.

## Produzione
Il film fu prodotto dalla Biograph Company.

## Distribuzione
Distribuito dalla General Film Company, il film - un cortometraggio lungo poco più di 184 metri - uscì nelle sale cinematografiche statunitensi il 12 gennaio 1911. Nelle proiezioni, veniva programmato con il sistema dello split reel, accorpato in un'unica bobina con un altro cortometraggio prodotto dalla Biograph e diretto da Powell, la commedia The Midnight Marauder.